# Teòdot (pintor)
Teòdot (grec antic: Θεὸδοτος, llatí: Theodotus) va ser un pintor romà del segle iii aC.
Va viure a Roma en temps de Nevi, el qual el menciona en uns versos de la seva comèdia titulada Tunicularia, que ha conservat Pescenni Fest: «Theodotum appellas, qui aras, Compitalibus, Sedens in cella circumtectus tegetibus, Lares ludentes peni pinxit bubulo», on es descriu de forma descarnada una pintura dels Lars, divinitats del culte familiar, pintada a un altar on es trobaven dos carrers, dibuix fet amb un instrument groller, un pinzell fet amb una cua de bou. L'artista es podria classificar entre els pintors de temes vulgars, que els grecs anomenaven ῥυπαρογράφοι ('pintors bruts') o ῥωπογράφοι ('pintors embullats, sense claredat').